# Валь-о-Перш
Валь-о-Перш (фр. Val-au-Perche) — муніципалітет у Франції, у регіоні Нижня Нормандія, департамент Орн. Валь-о-Перш утворено 1 січня 2016 року шляхом злиття муніципалітетів Жемаж, Л'Ермітьєр, Маль, Ла-Руж, Сент-Аньян-сюр-Ерр i Ле-Тей. Адміністративним центром муніципалітету є Ле-Тей. Населення — 3369 осіб (01.01.2021).